# آلمیش
آلمیش ائلتبر (Almış iltäbär) (عربی:ألمش بن یلطوار) اولین مسلمان حاکم (امیر) ذر بلغارستان ولگا.
آلمیش پسر شیلکی و ائلتبر به معنای فرمانروای یکی از خان نشین‌های بلغارهای ولگا بود. در ابتدا او خراج‌گذار خزرها بود و بعد تلاش در اتحاد ترک‌های بلغار کرد و توانست آن‌ها را متحد کند. او سفیر به خلیفه در بغداد فرستاد ود در سال ۹۹۲ خلیفه المقتدر سفیری به همراهی ابن فضلان به بلغار فرستاد. خلافت عباسیان متحد بلغارستان ولگا شد. آلمیش با اتخاذ اسم اسلامی نام جعفر ابن عبدالله را برای خود انتخاب کرد.
در طول سلطنت آلمیش بلغار ولگا توسعه یافت و یک دولت متحد قوی و مستقل شد.
ابن فضلان سیاح عرب به آلمیش عنوان «پادشاه صقالبه» داد.